# Stade Malherbe Caen
Stade Malherbe Caen, SM Caen ali preprosto Caen je francoski nogometni klub iz Caena, kateri trenutno igra v drugi francoski nogometni ligi.
Klub je bil ustanovljen leta 1913 in bil poimenovan po francoskem pesniku, kritiku in prevajalcu  Françoisu de Malherbeju, ki je bil rojen v Caenu. Največji uspeh kluba je bil nastop v finalu Coupe de la Ligue leta 2005, kjer so izgubili proti Strasbourgu z 2:1. Bil pa je tudi prvak (1996) in dvakrat podprvak (2004 in 2007) druge lige. Prav z letom 2007 pa so si pridobili mesto v prvi ligi. Njihov domači stadion je Michel d'Ornano.